# Lingua friulana

Bandiera storica del Friuli

Il friulano (furlan , lenghe furlane; marilenghe, "lingua madre") è una lingua romanza del gruppo retoromanzo.
Si è sviluppata a partire dal latino rustico aquileiese, mescolato a elementi celtici, a cui si sono poi aggiunti numerosi elementi slavi e germanici, in quanto i vari popoli di stirpe germanica (longobardi, goti, franchi, tedeschi) hanno dominato il Friuli per oltre 900 anni.
Già nel 1600, come dice Sergio Salvi, "(…) Era del resto opinione comune dei viaggiatori del tempo che il friulano fosse una sorta di francese oppure di spagnolo. Ma soltanto nel 1873, Ascoli dà forma compiutamente scientifica a queste opinioni diffuse."
Lo Stato italiano ha riconosciuto, nel 1999, la "minoranza linguistica storica friulana" e la sua lingua e cultura, con la legge 482/1999, articolo 2.

## Storia
Le origini della lingua friulana non sono chiarissime. La matrice preponderante alla base del friulano è quella "latina aquileiese": il grande evento alla base della formazione della cultura e della lingua friulane fu infatti l'arrivo dei Romani, che nel 181 a.C. dopo aver affrontato e sconfitto i Taurisci (Plinio, Naturalis historia), che minacciavano gli alleati Veneti, e romanizzati i Carni, fondarono la prima colonia nella pianura friulana ad Aquileia, consentendo alla popolazione sconfitta, maggioritaria rispetto ai Romani, di continuare nella colonizzazione della circostante pianura (solo dopo il 20 a.C.: prima di tale epoca, la bassa pianura era abitata solo da romani, il resto del Friuli era abitato dai Celti): da tale mescolanza di Romani e Carni si suppone possa essere derivato un latino volgare con influenze celtiche, alla base della successiva evoluzione della lingua friulana. Prima dell'arrivo dei Romani tutta la pianura friulana è stata abitata a partire dall'epoca preistorica e protostorica e di ciò ci sono importanti resti archeologici. In particolare vanno ricordati i numerosi castellieri e i tumuli, oggetto di numerose campagne archeologiche dall'Università degli Studi di Udine e che risultano essere tra i meglio conservati di tutta l'Italia nord-est, e la lunga storia della Aquilea preistorica; lo stesso nome "Aquileia" è ritenuto un nome indigeno confermato dai Romani.
L'influenza fonetica e grammaticale del dialetto di tipo celtico parlato dei Carni sul latino aquileiese è però controversa, sia perché tale idioma originario fu trasmesso solo oralmente e oggi non è quasi per nulla noto, sia perché nelle epigrafi antiche ritrovate si riscontrano solo delle modifiche ad elementi fonetici e morfo-sintattici del latino comuni anche ad altre parti dell'impero, cosa che se pur non prova una corrispondenza diretta con l'idioma parlato, comunque rende difficile qualsiasi studio filologico del "proto-friulano" antecedente al medioevo. Inoltre l'unica prova diretta di substrato celtico, quella del lessico, dimostra che la componente celtica nel friulano odierno, benché di gran lunga superiore a quella ravvisabile nei dialetti galloitalici e in altre lingue neo-latine con substrato celtico (francese, gallo, arpitano), sia complessivamente limitata a toponimi, parole di senso geografico e nomi collegati all'agricoltura, ai monti e ai boschi, e comunque comparabile all'influsso lessicale ricevuto "per prestito" da lingue germaniche e non di molto superiore a quello delle lingue slave.
Alcuni studiosi ipotizzarono che il friulano fosse conseguenza di migrazioni di popolazioni dell'Impero, costrette ad abbandonare le regioni orientali come la Pannonia (e si spiegherebbe comunque il sostrato celtico, poiché la Pannonia era abitata da tribù Galliche) a causa della pressione e del movimento di genti barbariche come i Longobardi: fatto evidentemente non escludibile neppure come evento collaterale, ma che comunque non chiarisce l'eventuale influsso di un substrato linguistico sul friulano medioevale e moderno.
Tuttavia se la prova linguistica diretta manca, a supporto della tesi di una derivazione dell'ethnos friulano dalla romanizzazione del popolo carnico/celtico vi sono numerosi elementi del folclore, della tradizione e dell'ambito magico e religioso, sia antichi che moderni, di stampo inconfutabilmente celtico-alpino, elementi diffusi in buona sostanza proprio sullo stesso territorio storicamente accertato come friulanofono.
Interessante inoltre anche il fatto che l'antico confine etnico tra popolazioni venetiche e quelle dei carni romanizzati, imposto dal dominio romano e attestato dalle fonti antiche, fu (a partire dalle prealpi) il corso del fiume Livenza (in latino Liquentia), lo stesso elemento geografico che ancora in epoche recenti delimitava in pianura la zona di confine tra area friulanofona e area venetofona (avanzata estesamente verso est a scapito del friulano solo a cavallo del 1800 per l'effetto congiunto di colonizzazioni di aree scarsamente abitate e della venetizzazione delle grandi città); stesso confine inoltre che secondo alcuni segnerebbe ancora oggi, su basi etnologiche più generali, il punto di transizione tra cultura veneta e friulana.
Tutto ciò fa supporre che una certa differenziazione tra le parlate a ridosso di questa zona esista da lungo tempo e possa avere una matrice pre-latina, anche se bisogna sottolineare quanto l'idioma veneto del XIV secolo fosse più arcaico dell'attuale, condividendo qualche caratteristica con il friulano, idioma più conservativo.
Se le origini antiche della lingua e il substrato pre-latino sono questione controversa, un largo consenso è stato tuttavia raggiunto sul periodo di formazione del friulano, che si fa risalire attorno all'anno 1000, in contemporanea con gli altri volgari romanzi; anche se ci sono delle testimonianze più antiche: San Gerolamo afferma che, per farsi capire dal suo popolo, il vescovo di Aquileia Fortunaziano compose un commento ai Vangeli in lingua rustica. I primi termini in friulano appaiono in atti amministrativi del XIII secolo, ma solo a partire dal Trecento i documenti si fanno più numerosi e, oltre a qualche documento commerciale, appaiono le prime testimonianze letterarie, quali i Frammenti letterari e altri testi, tutti originari di Cividale, divenuta ormai il centro più importante del Friuli. Interessante notare come secondo uno studioso, il Giovan Battista Pellegrini, dall'analisi della ballata Soneto furlan, il verso 'ce fastu' rimanderebbe all'espressione citata da Dante nel De vulgari eloquentia XI,6 per caratterizzare la parlata aquileiese ([...] Aquilegienses et Ystrianos cribremus, qui Ces fas tu? crudeliter accentuando eructuant).

### La teoria della questione ladina
La teoria dell'unità ladina si deve al più importante glottologo italiano del XIX secolo, Graziadio Isaia Ascoli, nativo di Gorizia. Egli sostenne che un tempo queste parlate andavano da Muggia e forse dalla parte settentrionale dell'Istria fino alla Svizzera. Sicuramente, fino alla prima età moderna erano ancora di dialetto friulano Trieste, Tolmino e Adria.  La continuità fu poi interrotta durante la storia, e rimasero le tre isole attuali: romancio, ladino (da non confondersi con la lingua parlata dagli ebrei spagnoli) e friulano, la più vasta. Questa ipotesi fu corretta e precisata successivamente da altri studiosi; in particolare Giuseppe Francescato.
Il maggior oppositore alla teoria dell'Ascoli è stato il linguista trentino Carlo Battisti (1882-1977) che espresse le sue teorie anti-Ascoli (unità ladina) in un periodo storico in cui il nazionalismo italiano stava cercando di dimostrare l'italianità di territori che l'Italia voleva conquistare a nord-est e che fino al 1918 hanno fatto parte dell'Impero asburgico.
Le ultime teorie, elaborate da allievi di Carlo Battisti, hanno rimesso in discussione la teoria dell'unità ladina: in continuità con il Battisti (Carlo) sostengono che la presenza di un carattere affine tra friulano e ladino, nel XIII secolo, sia stata riscontrata anche in alcuni dialetti dell'arco alpino, annullando quindi l'apparente rapporto di vicinanza filologica, si ritiene che l'evoluzione differente all'interno di questa famiglia sia dovuta anche alla scarsa influenza del tedesco e delle lingue germaniche sul friulano (al contrario questa influenza è ancora oggi forte sia per il ladino della provincia di Bolzano che per il romancio e si può notare sia a livello fonologico che di scrittura). Questi studi hanno quindi fatto supporre che le somiglianze tra queste lingue siano solamente attribuibili ad elementi provenienti in particolare dal comune sostrato celtico e latino-aquileiese, di conseguenza avvicinandole soprattutto riguardo al lessico.
"La realtà è che, da circa sette secoli, ladino  e alto italiano si differenziano tra di loro (…). Mantenimento di Ca e Ga, scomparsa della S finale, nuovo esito dei gruppi consonantici +L hanno poi, da molto prima del XIII secolo, distinto le parlate ladine dal toscano, cioè dalla koinè, sia pure in fieri, italiana".
Tra le caratteristiche principali, la caduta delle vocali finali (pâs da pace), che privilegiò come vocale d'appoggio la "i" anziché la "e" veneta. C'è una notevole estensione della dittongazione (cuintri da contra), mentre l'intacco palatale di "ga" e "ca" anche all'interno della parola accomuna il friulano al ladino. Interessante anche la permanenza dell'-s finale anche come plurale sigmatico. Quest'ultima era presente nel veneto arcaico, ma successivamente scomparve. Peculiare del friulano è invece la desinenza della prima persona plurale in -ìn (nô o fevelìn, noi parliamo) e la distinzione tra la terza persona singolare e plurale.

### Gli studi grafici e laGrafie uficiâl
Verso la fine del XVIII secolo si iniziarono ad effettuare anche studi sulla grafia della lingua friulana, poiché fino ad allora la lingua era largamente diffusa tra la popolazione ma mancava di una standardizzazione scritta. Il primo studioso a realizzare una importante e fondamentale grafia unica fu Jacopo Pirona. Questo studioso si rese conto che il sistema grafico italiano era del tutto insufficiente per rappresentare la fonetica della lingua friulana e introdusse importanti innovazioni come l'introduzione della cediglia francese e l'accento circonflesso nell'infinito dei verbi. Successivamente nel 1920 Ugo Pellis, fervente patriota italiano e uno dei fondatori e presidente dell'istituto di ricerca della Società filologica friulana ((FUR)  Societât Filologjiche Furlane), propose di "scrivere il friulano da italiani" e introdusse una grafia semplificata che annullò tutte le innovazioni grafiche del Pirona.
Il Pellis voleva una grafia della lingua friulana il più possibile simile alla grafia italiana. Il risultato finale fu una grafia che non teneva minimamente conto delle caratteristiche fonetiche della lingua friulana e costituì una regressione rispetto alla grafia del Pirona. La grafia di Pellis venne seguita fino al 1955. Da questo momento si svilupperanno allo stesso tempo due principali correnti: 1) la nuova proposta della Filologica, realizzata da Giuseppe Marchetti, realizzata poco dopo, nel 1957, ed utilizzata da Glesie Furlane; è questa una proposta che ha trovato ampia diffusione pratica 2) e una seconda, con modifiche, utilizzata nei dizionari di Giorgio Faggin e Gianni Nazzi; la grafia Faggin-Nazzi utilizzava simboli della grafia slovena (le pipe) e ha avuto una diffusione molto limitata.
Restava il grande problema di avere una grafia e una grammatica normalizzate unitarie, "il più possibile coerenti", da poter utilizzare a scuola e in ogni ambito pubblico, superando la situazione di anarchia esistente. Il problema della coerenza sistemica sarà superato solo nel 1996 con la "grafia ufficiale".
Fu solo nel 1996 che venne definita l'attuale Grafie uficiâl ((IT)  Grafia ufficiale), frutto del lungo lavoro di una Commissione pubblica creata dalle provincie di Udine, Pordenone e Gorizia: scopo di questa Commissione era quello, partendo dall'esistente, di elaborare una grafia il più possibile coerente ponendo così fine alla anarchia grafica fino ad allora esistente. È con l'art. 13, comma 2 della L.R. (Friuli-Venezia Giulia) 15/1996 che viene individuata la "grafia ufficiale" della lingua friulana. La Commissione che prese in esame la complessa questione della grafia unica ufficiale era composta da Adriano Ceschia, Silvana Fachin Schiavi, Giovanni Frau, Amedeo Giacomini, Aldo Moretti, Gianni Nazzi, Etelredo Pascolo, Nereo Perini, Giancarlo Ricci, Piera Rizzolati e Eraldo Sgubin. La Commissione fece diverse proposte che furono presentate al prof. Xavier Lamuela, catalano, docente di filologia romanza all'Università di Barcelona, grande esperto di lingua friulana, incaricato dalla Provincia di Udine su indicazione della Commissione stessa per l'importante funzione di "arbitro". Il Prof. Xavier Lamuela scelse come riferimento - con opportune semplificazioni e modifiche - la grafia della Società Filologica friulana; con essa è possibile scrivere tutti i dialetti della lingua friulana in quanto prevede la rappresentazione grafica anche di suoni molto particolari e appartenenti a varianti di nicchia.
La seguente tabella riporta alcuni esempi di diversi tentativi di rappresentazione scritta della occlusiva palatale sorda /c/ e della affricata postalveolare sorda /t͡ʃ/.
| Grafia storica -1871 | Pirona 1871-1920 | Pellis 1920-1952 | Marchetti 1952-1996 | "Grafia moderna" 1957-1996 | Grafie uficiâl 1996- |
| -------------------- | ---------------- | ---------------- | ------------------- | -------------------------- | -------------------- |
| chi                  | çh               | ci               | cj                  | cj                         | cj                   |
| ç/z                  | ç/z              | ci/z c'/z        | z                   | č                          | ç                    |

## Descrizione

### Varietà dialettali

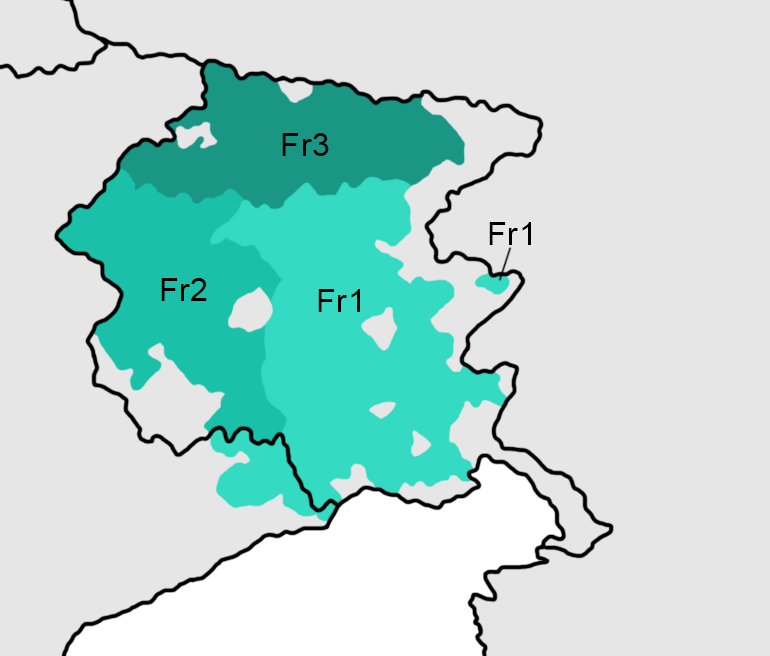
Distribuzione geografica dettagliata dei dialetti del friulano. Legenda: Fr1 - friulano centro-orientale; Fr2 - friulano occidentale; Fr3 - friulano carnico.

Tutte le varianti del friulano sono reciprocamente intelligibili. La suddivisione dialettale incontra certe difficoltà, ma tra le caratteristiche più evidenti che concorrono a rendere sensibile la variazione da un dialetto friulano all'altro si può citare:
- vocale finale derivata dal latino -a, particolarmente frequente nelle parole femminili singolari, che può essere -e, -a, -o. Per esempio, "unghia" si dice ongule ([ˈoŋɡule]) in alcune varietà, ongula ([ˈoŋɡula]) in altre e, infine, ongulo ([ˈoŋɡulo]) in altri dialetti ancora.
- realizzazione delle vocali fonologicamente lunghe, che possono essere realizzate foneticamente come lunghe, come brevi o, nel caso delle vocali medie, come dittonghi. Per esempio "colore" si dice colôr ([koˈloːɾ]), color ([koˈloɾ]), colour ([koˈlowɾ]), colùar ([koˈluaɾ]), colùer ([koˈluəɾ] o colùor ([koˈluoɾ]) a seconda delle varietà.

In ogni caso le variazioni sono molto numerose e seguono il tracciato di isoglosse che molto spesso si sovrappongono. Di conseguenza la suddivisione in quattro gruppi dialettali del friulano, di seguito proposta, segue anche criteri geografici, storici e culturali:
- Il friulano orientale, detto anche friulano goriziano. È il gruppo parlato grossomodo nella provincia di Gorizia. Si caratterizza dalla terminazione in -a delle parole femminili e dal fatto che le vocali fonologicamente lunghe si realizzano come tali (solo il goriziano diverge su questi aspetti, ma per il resto non si discosta molto dalle altre tipologie). Fino al seicento era parlato pure nell'alto Isonzo, nella valle del Vipacco e sull'attuale Carso sloveno ovvero buona parte della fu Contea di Gorizia: il borgo friulanofono più orientale era rappresentato da Idria.[16] Dopodiché dal settecento il popolo a est di Gorizia passò interamente allo sloveno ma il friulano restò compreso fino tutto l'Ottocento e primi del novecento.
- Il friulano centrale. È il gruppo più consistente, parlato circa nella provincia di Udine (Carnia esclusa). Si caratterizza dalla terminazione in -e delle parole femminili e dal fatto che le vocali fonologicamente lunghe si realizzano come tali o come vocali toniche brevi, ma mai come dittonghi.
- Il friulano occidentale o concordiese. È caratterizzato dalla terminazione in -a delle parole femminili e dal fatto che le vocali fonologicamente lunghe [ˈiː] e [ˈuː] si realizzano come dittonghi, che sono diversi da un dialetto all'altro. È parlato nelle aree friulanofone della provincia di Pordenone e del mandamento di Portogruaro.
- Il friulano carnico, che è un insieme di varietà, molto diversificate tra loro, parlate in Carnia, che formano un continuum in particolare con il friulano centrale. Nonostante la notevole diversità delle parlate che compongono questo gruppo, si può dire che esso in generale è caratterizzato da un certo conservatorismo fonetico e dalla ricchezza di dittonghi in corrispondenza delle vocali medie lunghe. Alcune varietà particolarmente conservative, come quelle dell'alto Canale di Gorto (comuni di Rigolato e Forni Avoltri), mantengono la terminazione in -o delle parole femminili, che è attestata nei documenti friulani medioevali[17][18].

Tra gli idiomi fortemente collegati al friulano, ci sono:
- Il tergestino, parlato a Trieste dalla maggior parte della popolazione fino alla fine del 1700, si conservò in seguito come lingua delle famiglie più in vista della città (chiamate lis tredis ciasadis)[19] per poi estinguersi nella prima metà dell'Ottocento. La testimonianza più importante sulle caratteristiche del tergestino si trova nell'opera "Dialoghi piacevoli in dialetto vernacolo triestino", raccolta composta da G. Mainati nel 1828. L'ultima persona ad avere una conoscenza attiva del tergestino, Giuseppe de Jurco, morì nel 1889[20].
- Il muglisano, un'antica parlata di Muggia, affine al tergestino. Le testimonianze delle ultime persone che parlavano il Muglisano sono state raccolte dall'abate Jacopo Cavalli nel 1889 e pubblicate nell'articolo Reliquie ladine raccolte a Muggia d'Istria (Archivio Glottologico Italiano, vol. XXII, 1893)[20]. L'ultimo dei "Muglisani" fu Niccolò Bortoloni che fu una delle fonti, la più attendibile, a cui attinse il Cavalli e che morì all'inizio del 1898.[21]
- Gli idiomi dell'Alta Valcellina (Erto e Cimolais), in forte pericolo di estinzione, considerati da alcuni punti di vista parlate di transizione tra il friulano e il ladino dolomitico, per la massiccia presenza di elementi tipici delle parlate ladine del Cadore, tali peraltro da far supporre che l'area nativa del ladino dolomitico fosse un tempo estesa anche lungo la valle del Piave dal Cadore fino almeno all'area di Longarone-Erto e come tale contigua per una lunga fascia a quella Friulana. D'altra parte il prof. Giuseppe Francescato ha dimostrato il pieno carattere friulano anche di queste parlate (vedasi "Nuovi studi linguistici sul friulano" 1991, Soc. Filologica Friulana).

### Diffusione
Secondo l'ultima ricerca sociolinguistica sulla lingua friulana realizzata nel 2014 dall'ARLeF-Agjenzie regjonâl pe lenghe furlane (Agenzia regionale per la lingua friulana) in collaborazione con l'Università degli studi di Udine, i parlanti presenti nell'area friulana della Regione Autonoma Friuli-Venezia Giulia (corrispondente alle province di Gorizia, Pordenone e Udine) corrispondono a 600.000 unità. Ad essi vanno aggiunte alcune migliaia di parlanti presenti nella Regione Veneto (ex mandamento di Portogruaro, ora compreso nella Città metropolitana di Venezia) e qualche centinaia di migliaia nel resto del mondo, sebbene in tali territori finora non siano state condotte indagini sociolinguistiche precise.
Nei seguenti comuni la lingua friulana è riconosciuta ufficialmente secondo quanto stabilito per il territorio di competenza dalla regione Friuli-Venezia Giulia con il Decreto del Presidente della Giunta n.412 del 13 novembre 1996, dal Consiglio Provinciale di Venezia e dalla Regione Veneto con le apposite delibere.
| Stemma | Provincia                                                    | Comuni | Numero     |
| ------ | ------------------------------------------------------------ | --- | ---------- |
|        | Provincia di Gorizia                                         | Capriva del Friuli, Cormons, Dolegna del Collio, Farra d'Isonzo, Gorizia, Gradisca d'Isonzo, Mariano del Friuli, Medea, Monfalcone, Moraro, Mossa, Romans d'Isonzo, Sagrado, San Lorenzo Isontino, Villesse | 15 su 25   |
|        | Provincia di Pordenone                                       | Andreis, Arba, Aviano, Barcis, Budoia, Casarsa della Delizia, Castelnovo del Friuli, Cavasso Nuovo, Claut, Clauzetto, Cordenons, Cordovado, Fanna, Fontanafredda, Frisanco, Maniago, Meduno, Montereale Valcellina, Morsano al Tagliamento, Pinzano al Tagliamento, Polcenigo, Pordenone, Porcia, San Giorgio della Richinvelda, San Martino al Tagliamento, San Quirino, San Vito al Tagliamento, Sequals, Sesto al Reghena, Spilimbergo, Tramonti di Sopra, Tramonti di Sotto, Travesio, Valvasone Arzene, Vito d'Asio, Vivaro, Zoppola | 36 su 50   |
|        | Provincia di Udine                                           | Aiello del Friuli, Amaro, Ampezzo, Aquileia, Arta Terme, Artegna, Attimis, Bagnaria Arsa, Basiliano, Bertiolo, Bicinicco, Bordano, Buja, Buttrio, Camino al Tagliamento, Campoformido, Campolongo Tapogliano, Carlino, Cassacco, Castions di Strada, Cavazzo Carnico, Cercivento, Cervignano del Friuli, Chiopris-Viscone, Chiusaforte, Cividale del Friuli, Codroipo, Colloredo di Monte Albano, Comeglians, Corno di Rosazzo, Coseano, Dignano, Dogna, Enemonzo, Faedis, Fagagna, Fiumicello, Flaibano, Forgaria nel Friuli, Forni Avoltri, Forni di Sopra, Forni di Sotto, Gemona del Friuli, Gonars, Latisana, Lauco, Lestizza, Lignano Sabbiadoro, Magnano in Riviera, Majano, Malborghetto-Valbruna, Manzano, Martignacco, Mereto di Tomba, Moggio Udinese, Moimacco, Montenars, Mortegliano, Moruzzo, Muzzana del Turgnano, Nimis, Osoppo, Ovaro, Pagnacco, Palazzolo dello Stella, Palmanova, Paluzza, Pasian di Prato, Paularo, Pavia di Udine, Pocenia, Pontebba, Porpetto, Povoletto, Pozzuolo del Friuli, Pradamano, Prato Carnico, Precenicco, Premariacco, Preone, Prepotto, Ragogna, Ravascletto, Raveo, Reana del Rojale, Remanzacco, Resiutta, Rigolato, Rive d'Arcano, Rivignano Teor, Ronchis, Ruda, San Daniele del Friuli, San Giorgio di Nogaro, San Giovanni al Natisone, Santa Maria la Longa, San Vito al Torre, San Vito di Fagagna, Sauris, Sedegliano, Socchieve, Sutrio, Talmassons, Tarcento, Tarvisio, Tavagnacco, Terzo di Aquileia, Tolmezzo, Torreano, Torviscosa, Trasaghis, Treppo Ligosullo, Treppo Grande, Tricesimo, Trivignano Udinese, Udine, Varmo, Venzone, Verzegnis, Villa Santina, Villa Vicentina, Visco, Zuglio | 123 su 134 |
|        | Città metropolitana di Venezia (Comprensorio di Portogruaro) | Concordia Sagitaria, Gruaro, Fossalta di Portogruaro, Cinto Caomaggiore, Teglio Veneto, San Michele al Tagliamento | 6 su 11    |

#### Altre località
L'uso (o, perlomeno, la comprensione) del friulano è diffuso nei territori del Veneto che in passato hanno fatto parte del Friuli, in particolare nell'ex mandamento di Portogruaro (dove si parla perlopiù il dialetto liventino di matrice trevigiana).
La definizione del confine linguistico nell'area portogruarese non è facile ed è stata oggetto di dibattito da parte dei dialettologi. Secondo quanto pubblicato da Alberto Zamboni nel 1974, l'unico centro abitato del Veneto propriamente di lingua friulana è Lugugnana di Portogruaro. Lo stesso autore afferma che una parlata di transizione tra friulano e veneto liventino si riscontra a Gorgo di Fossalta di Portogruaro. Ricerche più recenti (1982 e 1983) di Giovanni Frau hanno ampliato i confini del friulano, facendovi rientrare anche San Michele al Tagliamento e le sue frazioni, Fossalta di Portogruaro con le frazioni Alvisopoli, Fratta, Gorgo e Vado, Teglio Veneto, Gruaro, le frazioni Giussago, Lugugnana e Summaga di Portogruaro e varie località periferiche di Concordia Sagittaria.
Nonostante queste incertezze, nel 2006 il Consiglio Provinciale di Venezia ha riconosciuto i comuni di Cinto Caomaggiore, Teglio Veneto e San Michele al Tagliamento come aree di minoranza linguistica friulana. La Regione Veneto riconosce la minoranza friulanofona anche dei comuni di Concordia Sagittaria, Gruaro e Fossalta di Portogruaro, attivando azioni di promozione della lingua friulana nell'ambito di un accordo di reciprocità con la Regione Friuli-Venezia Giulia che promuoverà l'uso delle dialetti veneti nei propri confini.
All'interno dei confini regionali, si trovano tracce più o meno marcate dell'uso del friulano tra le popolazioni di diversa lingua madre, come a Sappada, Sauris e Timau (minoranze germaniche), Resia (resiano) e nei comuni della Slavia friulana. Si ritrova anche in alcuni comuni slovenofoni della provincia di Gorizia, così come nelle zone ove si parlano varietà di lingua veneta (come ad esempio le zone di bisiaco nel basso isontino, di dialetto liventino nel pordenonese, e a Marano Lagunare dove è nativamente parlato un dialetto veneto arcaico).

#### Il friulano fuori dal Friuli storico
Il friulano viene utilizzato ancora in diversi paesi esteri, mete di immigrazione fino agli anni sessanta, quali Francia, Belgio, Canada, Australia, Argentina (in particolare a Colonia Caroya, nella Provincia di Cordoba), Brasile, Stati Uniti d'America e Sudafrica. Importante è l'azione dei Fogolârs furlans, associazioni che riuniscono i figli dei discendenti di immigrati provenienti dal Friuli e contribuiscono tramite questi circoli culturali a mantenere vive le tradizioni e la lingua dei loro antenati. Radicate comunità di friulani emigrati si trovano anche in varie regioni italiane, in particolare in molte grandi città del Nord e nell'Agro Pontino, ma anche a Roma e nella Sardegna centro-occidentale (Arborea): anche in queste comunità l'uso familiare del friulano è spesso sopravvissuto, anche se a fatica, attraverso le generazioni.

## Grammatica

### Fonetica e fonologia
Dal punto di vista fonologico il friulano si caratterizza in primo luogo per la presenza di un sistema vocalico tonico formato da sette vocali brevi /i, e, ɛ, a, ɔ, o u/ e sette vocali lunghe /iː, eː, ɛː, aː, ɔː, oː, uː/. Il sistema vocalico atono comprende cinque vocali brevi /i, e, a, o u/. Da un punto di vista fonetico è da notare che la pronuncia dei fonemi /i/ e /u/ è molto più bassa e centrale che in italiano: /i/ viene pronunciato [ɪ] (come la i nell'inglese big) e /u/ viene pronunciato [ʊ] (come la coppia di vocali oo nell'inglese look).
|              | Anteriore | Quasi anteriore | Centrale | Quasi posteriore | Posteriore |
| ------------ | --------- | --------------- | -------- | ---------------- | ---------- |
| Chiuse       | i         |                 |          |                  | u          |
| Quasi chiuse |           | (ɪ)             |          | (ʊ)              |            |
| Semichiuse   | e         |                 |          |                  | o          |
| Semiaperte   | ɛ         |                 |          |                  | ɔ          |
| Aperte       |           |                 | a        |                  |            |

In alcune varietà friulane le vocali lunghe si realizzano foneticamente come brevi, mentre in altre varianti ancora subiscono dittongazione (ad es. /ˈeː/ si realizza come [ˈej] e /ˈuː/ si realizza come [ˈow]). La distinzione tra vocali toniche brevi e lunghe dà luogo a numerose coppie minime come quelle contenute nella tabella seguente.
| Vocale breve      | Vocale lunga        |
| ----------------- | ------------------- |
| cal [kal] (callo) | câl [kaːl] (calo)   |
| mil [mil] (mille) | mîl [miːl] (miele)  |
| sol [sol] (sol)   | sôl [soːl] (solo)   |
| nul [nul] (nullo) | nûl [nuːl] (nuvola) |

La seconda caratteristica originale del friulano in ambito romanzo è la presenza delle consonanti occlusive palatali /c/ e /ɟ/, rese graficamente con i digrammi cj e gj. Tali occlusive formano coppie minime con le occlusive velari e con le affricate palatali. Per esempio: cjoc [cok] (ubriaco), çoc [ʧok] (ceppo) e coc [kok] (uovo). In alcune varietà innovatrici, tuttavia, le occlusive palatali sono evolute in affricate postalveolari.
I fonemi consonantici del friulano sono esposti nella tabella seguente:
|                        | Bilabiali | Labio-dentali | Alveolari | Post-alveolari | Palatali | Velari | Glottidali |
| ---------------------- | --------- | ------------- | --------- | -------------- | -------- | ------ | ---------- |
| Occlusiva              | p b       |               | t d       |                | c ɟ      | k g    | ʔ          |
| Affricata              |           |               | ʦ ʣ       | ʧ ʤ            |          |        |            |
| Nasale                 | m         | ɱ             | n         |                | ɲ        | ŋ      |            |
| Fricativa              |           | f v           | s z       | ʃ ʒ            |          |        |            |
| Vibranti               |           |               | r         |                |          |        |            |
| Laterale approssimante |           |               | l         |                | j        | w      |            |

Foneticamente esistono anche le nasali [ŋ] e [ɱ], che però non hanno valore distintivo in quanto derivano dall'assimilazione del punto di articolazione della consonante seguente. Nei dialetti conservatori, come quelli settentrionali, esistono anche le fricative /ʃ/ e /ʒ/ con valore fonologico distintivo.
Per quanto riguarda i processi fonologici, si segnala la desonorizzazione delle occlusive, fricative e affricate in posizione finale assoluta di parola (per esempio /ɡɾand/ → [ɡɾant] (grande)). Se la consonante desonorizzata costituisce una coda sillabica semplice ed è preceduta immediatamente da una vocale tonica, tale vocale si realizza come lunga (per esempio /ˈlad/ → [ˈlaːt] (andato)).
È presente anche l'approssimante palatale (o semiconsonante o semivocale) /j/, trascritta nell'alfabeto appunto come j.

#### Particolarità fonologiche di alcune lettere
Nella lingua friulana esistono, come fra l'altro in italiano, alcune lettere dell'alfabeto in grado di rappresentare diversi fonemi. Di seguito alcune lettere di questo tipo:
- s: può essere pronunciata a seconda dei casi come fricativa alveolare sorda oppure come sonora.
- z: questo grafema può essere letto addirittura in tre modi diversi all'interno di una parola, come affricata alveolare sorda, affricata alveolare sonora, e anche come affricata postalveolare sonora.

#### Fenomeni fonetici
La lingua friulana è interessata da alcuni fenomeni fonetici generali quali la palatalizzazione del latino CA e la presenza di località alloglotte.

Le consonanti palatali e prepalatali costituiscono uno degli elementi caratterizzanti del friulano comune e dei vari sub-dialetti.

### Morfologia
Dal punto di vista morfologico, il friulano è una lingua flessiva, come le altre lingue romanze.

#### Morfologia nominale
Il friulano ha due generi grammaticali (maschile e femminile). I nomi maschili terminano solitamente in consonante o in -i, i nomi femminili terminano abitualmente in -e (ma in numerose varietà terminano in -a e, in pochi dialetti, in -o). Il femminile si forma aggiungendo una –e al tema (che solitamente coincide con la forma maschile).
| Maschile        | Femminile        |
| --------------- | ---------------- |
| stuart (storto) | stuarte (storta) |

Un numero limitato di parole maschili ha un corrispondente femminile con una radice diversa. Per esempio: pari (padre), mari (madre); fradi (fratello), sûr (sorella).
Il friulano ha due numeri (singolare e plurale). Per la formazione del plurale, i sostantivi e gli aggettivi si dividono in due grandi classi.
La prima, che comprende tutti i nomi femminili e quelli maschili che non rientrano nella seconda classe, forma il plurale in modo sigmatico, cioè aggiungendo una –s al singolare (e, nel caso della formazione del plurale dei noi che al singolare terminano in –e, in alcune varietà anche con la modifica di tale vocale finale in altra vocale, come –i,–a oppure –o, con la precisazione che tale modifica vocalica viene sempre resa in grafia standard con l'uso della lettera –i ).
La tabella seguente contiene alcuni esempi di plurali di nomi della prima classe in friulano standard.
| Genere    | Singulare                  | Plurale                      |
| --------- | -------------------------- | ---------------------------- |
| Maschile  | bloc [blok] (blocco)       | blocs [bloks] (blocchi)      |
| Maschile  | fradi [ˈfɾaːdi] (fratello) | fradis [ˈfɾaːdis] (fratelli) |
| Femminile | cjase [ˈcaːze] (casa)      | cjasis [ˈcaːzis] (case)      |
| Femminile | man [man] (mano)           | mans [mans] (mani)           |
| Femminile | val [val] (valle)          | vals [vals] (valli)          |

La seconda classe forma il plurale per palatalizzazione della consonante finale o, addirittura, per sua totale caduta e trasformazione in vocale prossima.
Di questa classe fanno parte solo nomi maschili che terminano in consonante coronale (concretamente, tutti quelli che terminano in vocale + l e vocale + st, quasi tutti quelli che terminano in vocale + li, più un numero limitato di nomi che terminano in –t e –nt). La tabella seguente contiene alcuni esempi di plurali di nomi della seconda classe.
| Genere   | Singulare                 | Plurale                   |
| -------- | ------------------------- | ------------------------- |
| Maschile | cjaval [caˈval] (cavallo) | cjavai [caˈvaj] (cavalli) |
| Maschile | voli [ˈvoːli] (occhio)    | voi [ˈvoj] (occhi)        |
| Maschile | trist [tɾist] (cattivo)   | triscj [tɾisc] (cattivi)  |
| Maschile | dut [dut] (tutto)         | ducj [duc] (tutti)        |

Nelle varietà che, come il friulano centrale, hanno perso le fricative postalveolari /ʃ/ e /ʒ/, le parole maschili e femminili che terminano in [s] rimangono invariate al plurale. Per esempio: nâs (naso) → nâs (nasi); lûs (luce) → lûs (luci). Nelle varietà che conservano tali fonemi, invece, i nomi che terminano in [ʃ] formano il plurale come quelli della prima classe, mentre quelli che terminano in [s] lo formano come quelli della seconda classe. Per esempio: [luːs] (luce) → [luːʃ] (luci); [naːs] (naso) → [naːʃ] (nasi).
Esiste infine un numero limitato di parole con plurale irregolare nella pronuncia. Le più usate sono an [aɲ] (anno) → agns [ajɲs] (anni) e bon [bon] (buono) → bogns [bojns] (buoni): in questi casi la scrittura segue evidentemente la regola del plurale sigmatico, ma la pronuncia ha diverso e specifico valore fonetico.

#### Aspetti della morfologia pronominale e verbale
A differenza di altre lingue neolatine, in friulano i pronomi personali soggetto hanno una forma tonica e una forma atona.
I pronomi personali soggetto tonici si usano in maniera analoga a quelli delle altre lingue neolatine. I pronomi personali soggetto atoni, invece, sono tipici del friulano e, in forma residuale, di alcuni dialetti galloitalici e veneti. Essi formano parte integrante della voce verbale, di cui esprimono il soggetto, e sono pertanto spesso chiamati pronomi in forma clitica.
Si usano obbligatoriamente con i modi indicativo, congiuntivo e condizionale. Fatto notevole è che nelle frasi affermative il pronome personale soggetto atono è proclitico (cioè precede il verbo), mentre nelle frasi interrogative e ottative è enclitico (cioè segue il verbo). Per esempio: o vês (avete), vêso? (avete?), vessio! (magari avessi!). La tabella seguente riporta la forma dichiarativa e quella interrogativa dell'indicativo presente del verbo jessi (essere).
| Dichiarativa  | Interrogativa   |
| ------------- | --------------- |
| o soi (sono)  | soio? (sono?)   |
| tu sês (sei)  | sêstu? (sei?)   |
| al è (egli è) | isal? (egli è?) |
| a je (ella è) | ise? (ella è?)  |
| o sin (siamo) | sino? (siamo?)  |
| o sês (siete) | sêso? (siete?)  |
| a son (sono)  | sono? (sono?)   |

L'uso eventuale del pronome personale soggetto tonico non esclude quello del corrispondente pronome atono. Ad esempio: o soi furlan (sono friulano), ma jo o soi furlan (io sono friulano); oppure tu sês trist (sei cattivo), ma tu tu sês trist! (tu sei cattivo).
La forma interrogativa si associa spesso, nella pronuncia della seconda persona singolare, alla caduta della -s finale che precede il pronome clitico: sêstu? (sei?) può essere pronunciato "sétu?" oppure fâstu? (fai?) può essere pronunciato "fàtu?", oppure ancora crodevistu? (credevi?) può essere pronunciato "crodévitu?"
In friulano i verbi comuni sono suddivisi in quattro coniugazioni, distinte dalla desinenza dell'infinito presente: -â, -ê, -i, -î.
I verbi presentano le forme assertiva, interrogativa e ottativa. La forma interrogativa, che si costruisce in pratica invertendo l'ordine della voce verbale e del pronome personale soggetto atono esiste per i modi indicativo e condizionale. La forma ottativa, che si forma come quella interrogativa, esprime un desiderio o un augurio ed esiste solo per il modo congiuntivo.
I verbi hanno tempi semplici, monocomposti e bicomposti. Questi ultimi esprimono l'aspetto occasionale o preterintenzionale di un'azione. Ad esempio la frase “o ai vût fevelât cun to fradi” significa “mi è capitato di parlare con tuo fratello” anche se tradotto letteralmente e parola per parola risulterebbe “ho avuto parlato con tuo fratello”. La tabella seguente contiene esempi di tempi semplici, composti e bicomposti in friulano.
| Tempo                                    | Esempio          | Traduzione               |
| ---------------------------------------- | ---------------- | ------------------------ |
| Imperfetto indicativo                    | o fevelavi       | parlavo                  |
| Passato prossimo indicativo monocomposto | o ài fevelât     | ho parlato               |
| Passato prossimo indicativo bicomposto   | o ài vût fevelât | mi è capitato di parlare |

## Vocabolario comparato
Tabella di comparazione di alcune lingue neolatine:
| Latino                         | Friulano | Francese | Italiano        | Spagnolo | Occitano        | Catalano | Lombardo        | Emiliano | Veneto         | Sardo                           | Francoprovenzale    | Còrso              | Noneso    | Portoghese | Romeno       |
| clave(m)                       | clâf     | clef     | chiave          | llave    | clau            | clau     | ciav/ciaf       | cèv      | ciave          | crae/i/jae (log.), crai (camp.) | claf                | chjave/chjavi      | clao/clau | chave      | cheie        |
| nocte(m)                       | gnot     | nuit     | notte           | noche    | nuèit/nuèch     | nit      | nocc            | nòt      | note           | note/noti (camp.)               | nuet                | notte/notti        | not       | noite      | noapte       |
| cantare                        | cjantâ   | chanter  | cantare         | cantar   | cantar          | cantar   | cantà           | cantèr   | cantar         | cantare/cantai (camp.)          | chantar             | cantà              | cjantar   | cantar     | cânta        |
| capra(m)                       | cjavre   | chèvre   | capra           | cabra    | cabra           | cabra    | cavra           | chèvra   | cavara         | cabra/craba/crapa               | chièvra             | capra              | cjaura    | cabra      | capra        |
| lingua(m)                      | lenghe   | langue   | lingua          | lengua   | lenga'          | llengua  | lengua          | längva   | lengua         | limba (log.)/lìngua (camp.)     | lengoua             | lingua             | lenga     | língua     | limbă        |
| platea(m)                      | place    | place    | piazza          | plaza    | plaça           | plaça    | pasquée         | piâza    | piasa          | pratha/pratza (camp.)           | placi               | piazza             | plaz      | praça      | piață        |
| ponte(m)                       | puint    | pont     | ponte           | puente   | pònt            | pont     | pont/punt       | pånnt    | ponte          | ponte/ponti (camp.)             | pont                | ponte/ponti        | pònt      | ponte      | punte        |
| ecclesia(m)                    | glesie   | église   | chiesa          | iglesia  | glèisa          | església | gesa            | cîṡa     | cexa           | creia/crèsia (camp.)            | égleisi             | ghjesgia           | glesia    | igreja     | biserică     |
| hospitale(m)                   | ospedâl  | hôpital  | ospedale        | hospital | ostal / espital | hospital | ospedal         | ṡbdèl    | ospedal        | ispidale / spidali (camp.)      | hôtal / hôpital     | spedale / uspidali | ospedâl   | hospital   | spital       |
| caseu(m) lat.volg.formaticu(m) | formadi  | fromage  | formaggio/cacio | queso    | formatge        | formatge | formagg/formacc | furmâi   | formajo/formai | casu                            | formageo / fromageo | casgiu             | formai    | queijo     | brânză (caș) |

## Scrittura
Nel sistema di scrittura "normalizzata", adottato ufficialmente dalla Regione Autonoma Friuli-Venezia Giulia con valore ufficiale, e basata principalmente sulla grafia utilizzata dalla Società Filologica Friulana, resa più coerente e lievemente modificata, viene utilizzato l'alfabeto latino standard, ma rispetto ad esso troviamo anche la c con la cediglia (ç) recuperata da antiche consuetudini di scrittura in uso nel Friuli, le vocali con l'accento circonflesso e la scrittura "'s", utilizzata per rappresentare la "s" sonora in inizio parola seguita da vocale, dove normalmente sarebbe sorda.
Tale sistema di scrittura standard fissa solo la corretta ortografia mentre la pronuncia e la dizione è lasciata alla libera lettura del parlante in base alla varietà da lui parlata: per le sue particolarità questa grafia si pone in modo neutrale rispetto alle varianti locali, permettendo in sostanza ai parlanti di utilizzare in associazione alla grafia standard la loro variante locale orale considerando delle implicite "regole di pronuncia locale". In ogni caso tuttavia i parlanti delle varianti orientali risulteranno più facilitati nella lettura rispetto a quelli delle varianti "concordiesi", "della Bassa" e a quelli di alcune varianti carniche, dato che queste ultime rispetto alla prima comportano che nella lettura si operi la completa sostituzione di alcune vocali che si trovano in posizione terminale della parola (perlopiù nelle desinenze del femminile) e che non sono evidenziate in grafia.
Un sistema di scrittura alternativo detto Faggin-Nazzi prevedeva invece l'uso dei segni della grafia slava scientifica, tuttora usata nella romanizzazione del cirillico (soprattutto, la pipetta con š, č, ž). Questo sistema di scrittura è stato utilizzato nella elaborazione del dizionario Faggin-Nazzi. È stato scartato dalla Commissione provinciale nominata per la scelta della grafia normalizzata che preferì il sistema di scrittura della società Filologica friulana, sistema che fu poi corretto e reso più coerente.
Altri sistemi di scrittura sono stati adottati in passato soprattutto per ciò che concerne la scrittura delle varianti, principalmente in ambito letterario dai singoli poeti e scrittori, basati generalmente sulla "libera e personale applicazione" delle regole della fonetica della lingua latina, italiana o, in minor misura, tedesca; all'epoca lingue già normalizzate ed utilizzata in via esclusiva nel sistema scolastico ed ufficiale. Simili sistemi di scrittura denominati "scritture fonetiche" o "scritture foneticamente corrette" sono oggi limitati all'ambito poetico e non hanno valore ufficiale, né sono ammessi né finanziati dall'ARLeF, istituzione regionale impegnata a diffondere la grafia normalizzata in ogni ambito della scrittura pubblica.
A titolo di esempio della differenza possibile tra scrittura standard e scrittura fonetica si riporta il seguente estratto da una poesia di Pier Paolo Pasolini, scritta secondo la grafia originale usata dall'autore (una scrittura fonetica che riflette la parlata del Friuli concordiese), secondo la grafia standard, e infine tradotto.
- Dansa di Narcìs: Jo i soj neri di amòur, né frut né rosignòul, dut intèir coma un flòur, i brami sensa sen.
- Danze di Narcîs: Jo o soi neri di amôr, ni frut ni rusignûl, dut intîr come un flôr, o brami cence sen.
- Danza di Narciso: io sono scuro d'amore, né bambino né usignolo, tutto intero come un fiore, desidero senza palpiti.

### Origini di alcuni termini friulani
La lingua friulana evidenzia diversi substrati ed influssi di prestito.
Nelle seguenti tabelle vengono riportati alcuni esempi di etimologia riportando per ogni lingua di substrato o di prestito la percentuale stimata di termini lasciati nel vocabolario friulano.
| celtico (9%) | friulano | italiano          |
| ------------ | -------- | ----------------- |
| krap         | clap     | sasso             |
| barros       | bâr      | zolla, sterpaglia |
| graba        | grave    | ghiaia            |
| greban       | greban   | masso             |
| crot         | crót     | rana              |
| car          | cjar     | carro             |
| troios       | troj     | sentiero          |
| broilos      | broili   | giardino, cortile |
| kai          | cai      | lumaca            |

I residui dell'antica parlata Carnica nell'attuale friulano, oltre che nel lessico, si riscontrano anche nella grammatica ed in particolare nella fonetica friulana. L'antico Carnico è responsabile infatti del fonema "cj" nel friulano, del mantenimento e rafforzamento della semi-vocale "j" dove nel latino la pronuncia era "i" e del mutamento del suono "k" in "c dolce" (scritta nel friulano come "ç").
È riscontrabile anche nella metafonesi delle vocali a, e, o, u (che diventano ä,ë,ö,ü) in alcune varianti del friulano carnico
| antico germanico (10%) | friulano     | italiano        |
| ---------------------- | ------------ | --------------- |
| blejo                  | bleons       | lenzuola        |
| frass                  | fros         | stelo, foraggio |
| thorp                  | trop         | gregge          |
| krameare               | cramâr       | mercante        |
| hrudia                 | gruse/crodie | crosta          |
| flapp                  | flap         | molle           |

Queste parlate hanno lasciato il loro segno nella fonetica friulana con il suono "th" di alcune varianti alpine occidentali del friulano.
L'entrata di tanti termini nella lingua friulana è dovuta al fatto che, ininterrottamente per circa 1000 anni, i friulani sono stati soggetti a dominazione germanica, e molti popoli germanici si sono stabiliti in Friuli mescolandosi con la popolazione locale (la migrazione più importante fu quella longobarda, durante la quale migrarono in Friuli oltre 40.000 uomini fra longobardi e sassoni)
| slavo (3%) | friulano | italiano              |
| ---------- | -------- | --------------------- |
| gubati     | gubane   | gubana (dolce tipico) |
| britva     | britule  | coltellino            |
| zaba       | 'save    | rospo alpino          |
| rače       | raze     | anatra                |

Questi termini vennero assorbiti dal Friulano per numerose ragioni: sia per effetto "di contatto" con le popolazioni slave ad est del Friuli ed in particolare della Slavia friulana, sia a seguito di migrazioni slave nella pianura friulana e veneta, sia sotto forma di substrato in alcune valli della Carnia Orientale e del Canale del Ferro, ove gli slavi si insediarono nell'alto medioevo nell'ambito della grandi migrazioni slave venendo assimilati dal friulano solo nei secoli successivi.
| tedesco (8%) | friulano  | italiano        |
| ------------ | --------- | --------------- |
| kellnerin    | chelare   | cameriera       |
| keller       | celâr     | cantina         |
| schiene      | sine      | rotaia          |
| mischmasch   | mismás    | folla, baldoria |
| kartoffel    | cartufule | patata          |

Dal tedesco bavarese vengono tutte le parole riguardanti il campo delle innovazioni tecnologiche del XIX secolo, oltre ai termini che riguardano il campo militare (fire, fájar, paifús...)
| lingue romanze (70%) | friulano                    | italiano           |
| -------------------- | --------------------------- | ------------------ |
| ecclesiam            | glesie                      | chiesa             |
| fructus              | frut                        | bambino            |
| flammam              | flame                       | fiamma             |
| capitalem            | cjavedâl                    | ferro del focolare |
| fratrem              | fradi                       | fratello           |
| sicut                | sicu                        | come (connettivo)  |
| villa                | vile                        | borgo              |
| cuciarin (veneto)    | gucjarin                    | cucchiaino         |
| giacca               | gjachete                    | giacca             |
| sigaretta            | sigarete                    | sigaretta          |
| caligo (veneto)      | caligu (espressione locale) | nebbia             |
| treno                | tren                        | treno              |
| patata (veneto)      | patate (espressione locale) | patata             |

## Esempi

### Esempi di frasi
Ciao! = Mandi!
Ciao, come stai? = Mandi, cemût statu?
Io sono Giacomo. = Jo o soi Jacum.
Sono friulano, sono di Udine. = O soi furlan, o soi di Udin.
Oggi fa proprio caldo! = Vuê al è propit cjalt!
Credevi che Giovanni fosse uscito? = Crodevistu che Zuan al fos lât fûr/ jessût?
Devo proprio andare adesso, ci vediamo. = O scugni propit lâ cumò, si viodìn.

### *La volpe e il corvonelleFavoledi Fedro

#### Varianti friulane (rese in grafia fonetica ispirata alla lingua italiana)
Friulano carnico di Paularo/Paulâr
La bolp a ere indaûr nere da fan. In chel a jou un corvat pojâ su’n t’un peç, cal veve tal bec un toc di çuç. "Chel si ca mi sa da bon!", a à pensâ la bolp, e disjê al corvat: "Ce biel ca tu sês! Sa il to cjant al è biel tan che te, di sigûr a tu sês il plui biel di ducj i ucei!"
Friulano centrale collinare di Gemona del Friuli/Glemone dal Friûl
La bolp e jere di gnûf famade. In chel e a viodût un corvat poiât suntun pin, ch'al tigneve un toc di formadi tal bec. "Chel si che mi plasarès!" e a pensât le bolp, e e disè al corvát: "Ce biel che tu sês! Se il to cjant al é biel come il to aspiet, di sigûr tu sês il plui biel di ducj i ucei!
Friulano occidentale di Fanna/Fana
La volp a 'era di gnòuf famada. In chêl a à vioudût un côrvat poiât 'tun pin, ch'al tigneva un toc di formadi tal bec. "Chel si che al mi plasarès", al à pensât la volp, e al disè al côrf: "Ce biel che tu sôs! Se il to cjant al è biel come il to aspiet, di segûr tu sôs il plui biel di ducju i ucei!"

#### Confronto con altre lingue retoromanze
Ladino di Livinallongo
La volp l'eva ndavò afamada. Nte chëla la veiga n còrf che l se tegniva n tòch de formai ntel bech. "Chël l me savëssa ben bon", la s'à pensé ntra de dëla, e l'à clamé l còrf: "Cotánt bel che t'es! Se tuo cianté l è bel coche ti te ciale fòra, nlouta t'es segur ti l plu bel de duc cánc i uciei!"
Romancio della Val Monastero (anticamente diffuso anche in Val Venosta)
La vuolp d'eira darcheu üna jada fomantada. Qua ha'la vis ün corv chi tgnaiva ün toc chaschöl in seis pical. Quai am gustess, ha'la pensà, ed ha clomà al corv: "Che bel cha tü est! Scha teis chant es uschè bel sco tia apparentscha, lura est tü il plü bel utschè da tuots!"

#### Italiano
La volpe era nuovamente affamata. Vide un corvo posato su un pino con un pezzo di formaggio nel becco. Come lo gusterei, pensò la volpe, e disse al corvo: "Come sei bello ! Se il tuo canto è così bello come il tuo aspetto, allora sei l'uccello più bello di tutti!"

## Riconoscimento giuridico
Con la legge 482/1999, che dà applicazione all'art. 6 della Costituzione italiana, la lingua friulana è riconosciuta e tutelata in quanto lingua propria della "minoranza linguistica storica friulana", minoranza riconosciuta e tutelata anche dal Consiglio d'Europa. All'articolo 2 della L. 482/1999 in cui sono elencate le 12 minoranze linguistiche tutelate, la lingua ladina (intendendo l'idioma dolomitico) è indicata separatamente dalla lingua friulana. Questa legge ha permesso l'attivazione ufficiale dell'insegnamento della lingua friulana nelle scuole.
È attualmente presente nelle province di Gorizia, Udine e Pordenone e in alcuni comuni del Veneto dove dal 1999 è riconosciuta come lingua minoritaria storica.
L'uso della lingua nei rapporti con le istituzioni pubbliche è regolato dalla Legge regionale della Regione Autonoma Friuli-Venezia Giulia 18 dicembre 2007, n. 29
Si applicano al friulano l'art. 6 della Costituzione (La Repubblica tutela con apposite norme le minoranze linguistiche) e la Legge n. 482 del 15 dicembre 1999 "Norme in materia di tutela delle minoranze linguistiche storiche" che prevede misure di tutela e valorizzazione (uso della lingua minoritaria nelle scuole materne, primarie e secondarie accanto alla lingua italiana, uso da parte degli organi di Comuni, Comunità Montane, Province e Regione, pubblicazione di atti nella lingua minoritaria fermo restando l'esclusivo valore legale della versione italiana, uso orale e scritto nelle pubbliche amministrazioni escluse forze armate e di polizia, adozione di toponimi aggiuntivi nella lingua minoritaria, ripristino su richiesta di nomi e cognomi nella forma originaria, convenzioni per il servizio pubblico radiotelevisivo) in ambiti definiti dai Consigli Provinciali su richiesta del 15% dei cittadini dei comuni interessati o di un terzo dei consiglieri comunali.
La "Convenzione-quadro per la protezione delle minoranze nazionali" è stata adottata dal Comitato dei Ministri del Consiglio d'Europa a Strasburgo il 1º febbraio 1995. È entrata in vigore il 1º febbraio 1998 ed è stata sottoscritta e ratificata anche dall'Italia. Tutela anche la minoranza linguistica friulana considerata dal Consiglio d'Europa "minoranza nazionale". Nella L.r. 18 dicembre 2007 nr. 29 della regione Friuli-Vg, "norme per la tutela, valorizzazione e promozione della lingua friulana", all'art. 2 (principi) lettera “e bis” si fa espressamente richiamo alla Convenzione-quadro per la protezione delle minoranze nazionali del Consiglio d'Europa.
Il friulano viene inoltre studiato nelle università di Udine, Trieste, Vienna, Monaco, Praga, Mosca, Lubiana e Tokyo.
Nel 2000 l'Università di Udine è stata la prima a istituire, nell'ambito della Facoltà di Lingue e Letterature straniere (sede di Gorizia), un Corso di Laurea in Traduttori e interpreti comprendente la lingua friulana, ai sensi della Legge 482/1999.

### Applicazioni pratiche

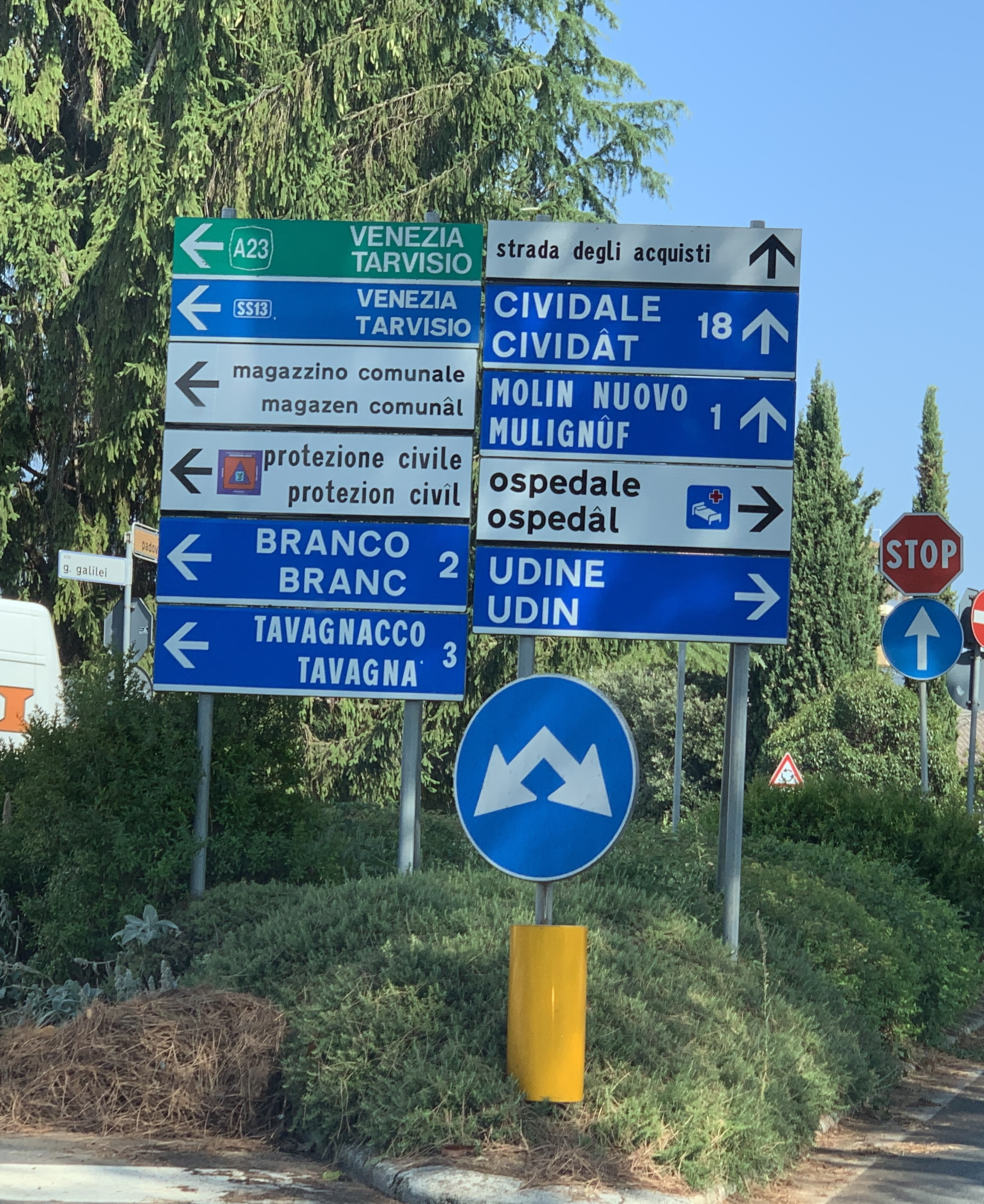
Un cartello in italiano e friulano nella periferia di Udine

Grazie alla tutela legislativa e ad alcuni finanziamenti negli ultimi anni si è visto l'utilizzo del friulano nel campo della cultura e dell'informazione.
Vengono pubblicati il mensile La Patrie dal Friûl, il quindicinale gratuito Il Diari ed il settimanale "La vôs dai furlans" allegato a "il Friuli"; alcune rubriche in friulano appaiono sul settimanale Il Friuli, sul settimanale La Vita Cattolica e sul quotidiano Messaggero Veneto - Giornale del Friuli. In tv viene trasmesso il telegiornale quotidiano "Gnovis" sull'emittente Telefriuli, e altri programmi d'informazione e di cultura sempre su Telefriuli, Telepordenone e Telemare. Sporadicamente anche il canale RAI "Rai 3 Bis Friûl Vignesie Julie" trasmette programmi di attualità o cartoni animati in lingua friulana. Radio Onde Furlane è una stazione radio privata che trasmette per il 70% del tempo in friulano e Radio Spazio 103 realizza alcuni programmi in lingua; nel 2023 è nata una webradio musicale, "Snait" (in friulano, "brio") che usa esclusivamente il friulano come lingua veicolare nella sua comunicazione. Diverse attività (teatro, gruppi musicali, cinema) vengono realizzate in lingua, tra i quali il Teatri Stabil Furlan.
In circa il 40% dei comuni della Provincia di Udine la segnaletica è bilingue e a partire dal 2004 anche i segnali di indicazione stradale vengono sostituiti con versioni bilingue. Anche la provincia di Gorizia sta adottando la segnaletica bilingue (italiano/friulano) nei comuni friulanofoni e trilingue (italiano/friulano/sloveno) in tutti comuni ove è presente anche la minoranza linguistica slovena.
Viene registrata grazie soprattutto all'opera di Pre Toni Beline la traduzione della Bibbia e del Lezionario in Friulano.
Al di fuori del Friuli, la comunità friulana di Bolzano ha a disposizione degli spazi in friulano nella pagina settimanale dedicata alla comunità ladina sul quotidiano in lingua italiana "Alto Adige".
Nel 2025 il cantante Angelo Seretti incide una canzone in lingua friulana tratta da una poesia di Pierina Gallina e viene diffusa da varie radio  in tutto il mondo.

### Studi sulla lingua
- Adrian Cescje, Memoriis di politiche linguistiche, KappaVu - Udin, 2014, ISBN 9788897705642
- Paola Benincà, Laura Vanelli, Linguistica friulana, Unipress, Padova, 2005.
- Franc Fari (cur.), Manuâl di lenghistiche furlane, Forum, Udine, 2005.
- Giuseppe Francescato, Dialettologia friulana, Società Filologica Friulana, Udine, 1966.
- Linneo Lavaroni. Il Mandamento di Portogruaro. Viaggio nel Friuli Storico. Edizioni del MF. 1970.
- Giovanni Frau, I dialetti del Friuli, Società Filologica Friulana, Udine, 1984.
- Sabine Heinemann, Studi di linguistica friulana, Società Filologica Friulana, Udine, 2007.
- Sabine Heinemann, Luca Melchior (cur.), Manuale di linguistica friulana, Mouton - de Gruyter, Berlin/New York, 2015.
- Carla Marcato, Friuli-Venezia Giulia, Laterza, Roma - Bari, 2001.
- Linda Picco, Ricercje su la condizion sociolenghistiche dal furlan/Ricerca sulla condizione sociolinguistica del friulano, Quaderni del CIRF, Università di Udine, Forum editrice universitaria, 2001.
- Linda Picco, Lingua friulana e società. Studi sociolinguistici sul Friuli di oggi, Quaderni del CIRF, Università di Udine, Forum editrice universitaria, 2013.
- Piera Rizzolati, Elementi di linguistica friulana, Società Filologica Friulana, Udine, 1981.
- Paolo Roseano, La pronuncia del friulano standard: proposte, problemi, prospettive, Ce Fastu?, LXXXVI (2010), n. 1, p. 7-34.
- Paolo Roseano, Suddivisione dialettale del friulano. In: S. Heinemann, L. Melchior (eds.), Manuale di linguistica friulana. De Gruyter Mouton, Berlin, 2015, pp. 155–186.
- Federico Vicario (cur.), Lezioni di lingua e cultura friulana, Società Filologica Friulana, Udine, 2005.
- Federico Vicario, Lezioni di linguistica friulana, Forum, Udine, 2005.
- Giovanni Frau, La lenghe furlane, Clape culturāl Aquilee, Udin, 1975.
- Giovanni Frau, Individualità linguistica del friulano, Clape culturāl Aquilee, Udin, 1974.
- Jacopo Cavalli, Reliquie ladine raccolte in Muggia d'Istria, con appendice dello stesso autore sul dialetto tergestino, in «Archeografo Triestino», 1894; Serie II, Vol. XIX, pp. 5–208.

### Grammatiche in grafia ufficiale
- Sandri Carrozzo "Gramatiche Fonetiche Furlane", editore: Centri Friûl Lenghe 2000, anno 2008, Pasian di Prato (Ud)
- La grafie uficiâl de lenghe furlane, Regjon Autonome Friûl – Vignesie Julie, Udin, 2002.
- Fausto Zof, Gramatiche pratiche de lenghe furlane, Messaggero Veneto, Udine, 2002.
- William Cisilino (cur.), LeAm, Lessic Amministratîf, Manuâl, Grafie Formulari Dizionari, Provincie di Udin, Udin, 2004.
- Anna Madriz, Paolo Roseano, Scrivere in friulano, Società Filologica Friulana, Udine, 2006.

### Grammatiche
- Giovanni Battista Della Porta, Grammatica friulana pratica, Tipografia D. Del Bianco e Figlio, Udine, 1922.
- Giorgio Faggin, Grammatica friulana, Ribis, Campoformido (Ud), 1997.
- Xavier Lamuela (cur.), La grafie furlane normalizade, Aministratsion Provinciâl di Udin, Udin, 1987.
- Giuseppe Marchetti, Lineamenti di grammatica friulana, Società Filologica Friulana, Udine, 1952.
- Zuan Nazzi Matalon, Marilenghe, Gramatiche furlane, Institût di Studis Furlans, Udin, 1977.
- Zuan Nazzi Matalon, Dopre la tô lenghe, Gramatiche furlane, Arz grafichis furlanis - Clape culturâl Aquilee, Udin, 1975.
- Gianni Nazzi, "Grammatica essenziale", in "Vocabolario italiano-friulano / friulano-italiano", Clape culturâl Aquilee - Designgraf, Udine 2010

### Dizionari
- Grant Dizionari Bilengâl Talian-Furlan, Regjon Autonome Friûl – Vignesie Julie, Udin, 2004. (in grafia ufficiale) - esistono due versioni: informatica (in linea gratuitamente sul sito ufficiale dell'ARLeF) e su carta in più volumi.
- Federico Vicario, Paolo Roseano, Vocabolari furlan[collegamento interrotto], Societât Filologjiche Furlane, Udin, 2010.
- Alessandro Carrozzo, DOF Dizionari Ortografic talian/furlan-furlan/talian, Serling - Cooperative di informazion furlane, Udine, 2008. (in grafia ufficiale)
- Alessandro Carrozzo, DOF piçul - Dizionari Ortografic talian/furlan-furlan/talian, Serling - Cooperative di informazion furlane, Udine, 2010. (in grafia ufficiale)
- Provincie di Udine, Gorizia e Pordenone, "LessicAministratîfManuâl - Grafie_Formulari_dizionari" a cure di William Cisilino, anno 2005 editore Provincia di Udine

### Dizionari in grafie non ufficiali
- Gianni Nazzi, "vocabolario italiano-friulano / friulano-italiano", Clape cultural Aquilee - Designgraf, Udine 2010 (non utilizza la grafia ufficiale)
- Jacopo Pirona, Vocabolario friulano, disponibile a questo indirizzo, Venezia, Antonelli, 1871.
- Marijan Brecelj-Gianni Nazzi, "Lingue d'Europa. Dizionario pratico italiano-friulano-sloveno-tedesco-inglese", Comunità montana Torre. Natisone. Collio, Udine 2011
- Marjan Brecelj, Gianni Nazzi http://www.friul.net/multilingue/[collegamento interrotto], 1998.
- Gianni Nazzi Vocabolario Italiano-Friulano Friulano-Italiano Archiviato il 7 novembre 2011 in Internet Archive., Clape Culturâl Acuilee, Udine, 2003.
- Maria Pia Riuscetti-Gianni Nazzi, "Sinonims e contrars", Clape cultural Aquilee, Udin 2012
- Sergio Fantini, "Etims. Dizionari etimologic essenzial", Clape cultural Aquilee, Gurize Pordenon Udin 2011
- Gianni Nazzi, "Vocabolario italiano-friulano / friulano-italiano", Clape cultural Aquilee-Designgraf, Udine 2005*
- Gianni Nazzi, "Vocabolario italiano-friulano / friulano-italiano", Clape cultural Aquilee-Designgraf, Udine 2003
- G. N. Matalon alias Gianni Nazzi, "Dizionari inlustrat dal cuarp dal omp", Clape cultural Aquilee, Udine 1976
- Gianni Nazzi - Giancarlo Ricci, "Dizionario dei modi di dire della lingua friulana", Istituto per l'Enciclopedia del Friuli-Venezia Giulia, Udine 1982
- Gianni Nazzi, "Dictionnaire frioulan. Français-Frioulan / Frioulan-Français, Ribis, Udine 1995
- Gianni Nazzi, "Vocabolario italiano-friulano / friulano-italiano", Clape cultural Aquilee-Designgraf, Udine 2010
- Gianni Nazzi, "Dizionario pratico italiano-friulano", Ribis, Udine 1993
- Gianni Nazzi-Deborah Saidero, "Friulan Dictionary. Friulan-English / English-Friulan", Ent Friul tal Mond, Udin 2000
- Sandra Capello-Gianni Nazzi, "Diccionario Friulano. Espaṅol-Friulano / Friulano-Espańol", Chase dai furlans tal mond, Udin 2005
- Lenka Kozlova-Gianni Nazzi, "Furlansko-Cesky Slovnik", Clape cultural Aquilee, Udin 2006
- Gianni Nazzi-Luca Nazzi, "Dizionario friulano. Italiano-Friulano/Friulano-Italiano", A. Vallardi Editore, Milano 2000
- Gianni Nazzi-Luca Nazzi, "Dizionario friulano. Italiano-Friulano/Friulano-Italiano", A. Vallardi Editore, Milano 1997
- Giorgio Faggin, "Vocabolario della lingua friulana", Del Bianco Editore, Udine 1985
- Marijan Brecelj, "Furlansko-Slovenski slovar", Goriska knjiznica Franceta Bevka, Nova Gorica 2005
- Anete Brondani-Alvino Michelotti, "Dicionario Friulano-Brasileiro", Fondazion Chase dai Furlans tal Mond, Udine 2007
- Gianni Nazzi - Giancarlo Ricci, "La flôr des détulis. Dizionario fraseologico italiano-friulano", Institūt di studis furlans - G. A. Benvenuto editore, Udine 1995
- Žuan Nazzi Matalon alias Gianni Nazzi, "Dizionario tascabile illustrato italiano-friulano", Ribis, Udine 1978
- Žuan Nazzi Matalon alias Gianni Nazzi, "Dizionario tascabile illustrato italiano-friulano", Ribis, Udine 1979

### Corsi
- Clape cultural Aquilee, "Ce sastu? Esam di furlan", Udin 2014
- Adriano Ceschia, Dut par furlan, Il Friuli, Udine, 1999.
- Luzian Verone, Lezions Furlanis, Societât Filologjiche Furlane, Udin, 2002.
- Fausto Zof, La nestre lenghe. Eserciziari di furlan, Societât Filologjiche Furlane, Udin, 2004.
- Stefania Garlatti-Costa, Roberta Melchior, LENGHE Cors di furlan, Consorzi universitari dal Friûl, Udin, 2008.
- Sandri Carrozzo, Cors di grafie furlane, SERLING soc. coop., Udin, 2009.
- (IT, EN, ES)  Gotart Mitri, MANDI, 2010.
- Gianni Nazzi-Giancarlo Ricci, "Friul Friul. Libri pes scuelis di lenghe e culture", Udin 1987
- Gianni Nazzi-Marco Tempo, "Fevela lei scrivi. Cors audiotestual di lenghe", Udin 2000
- Gianni Nazzi, "Lenghe e culture. Cuader di esercitazion", Gurize Pordenon Udin 1978
- Carlo Dorligh, "Il libri di furlan. Cors di lenghe furlane pe scuele dal oblic", Ribis, Udin 1977